# Stridsbåt 90
O Stridsbåt 90 - em português Barco de combate 90 - é uma embarcação de alta velocidade construída para desembarque e transporte de pessoal, armas e equipamento militar, utilizado pela infantaria de marinha (fuzileiros) da Marinha Sueca.
                                                                                                                         Também está armado para autoproteção e apoio de combate, podendo igualmente ser usado como plataforma de comando e de lançamento de minas e cargas de profundidade.
                                                                                                                           Pode também ser usado em missões de vigilância e de salvamento marítimo. 

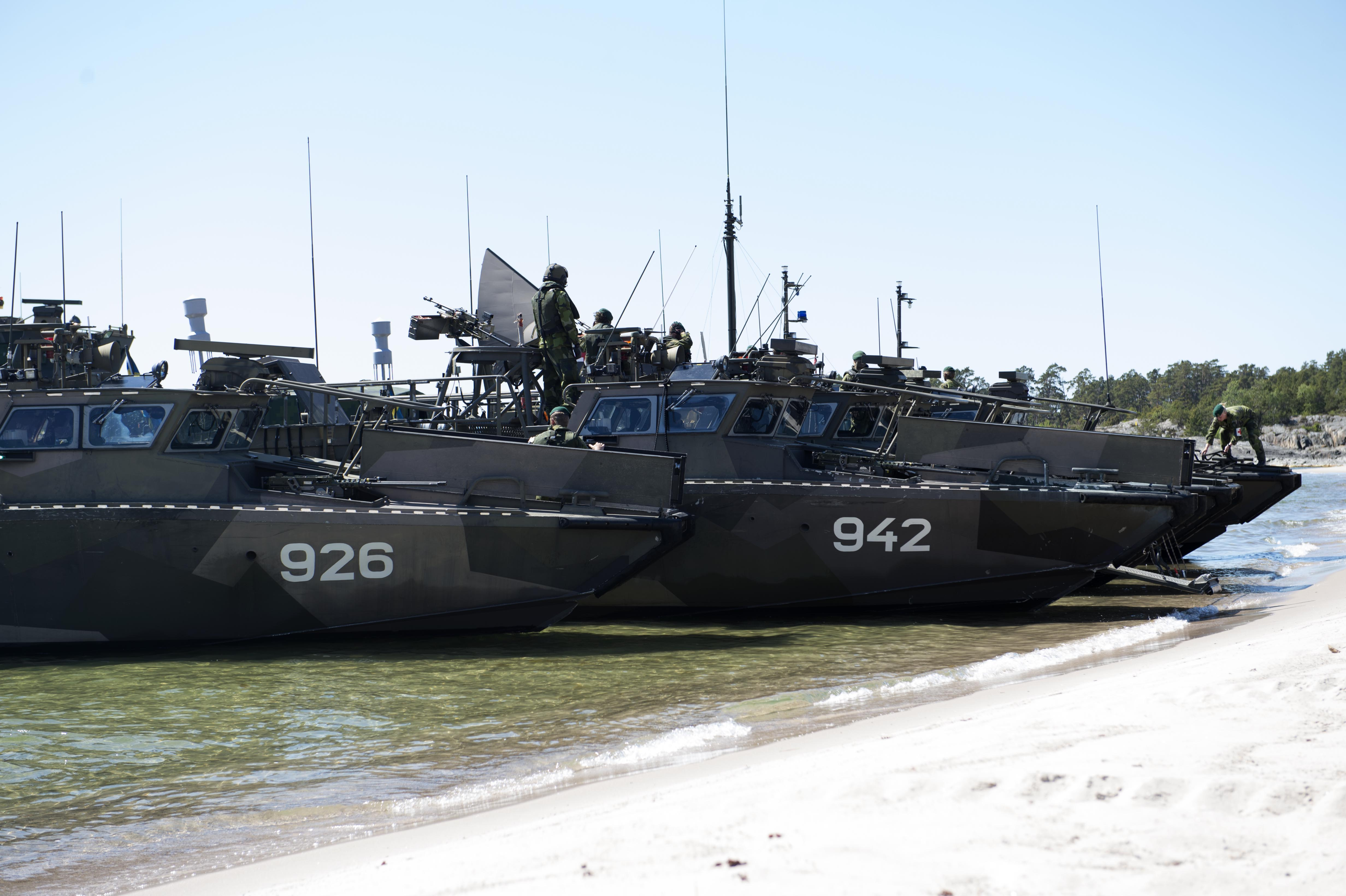
Desembarque em Utö
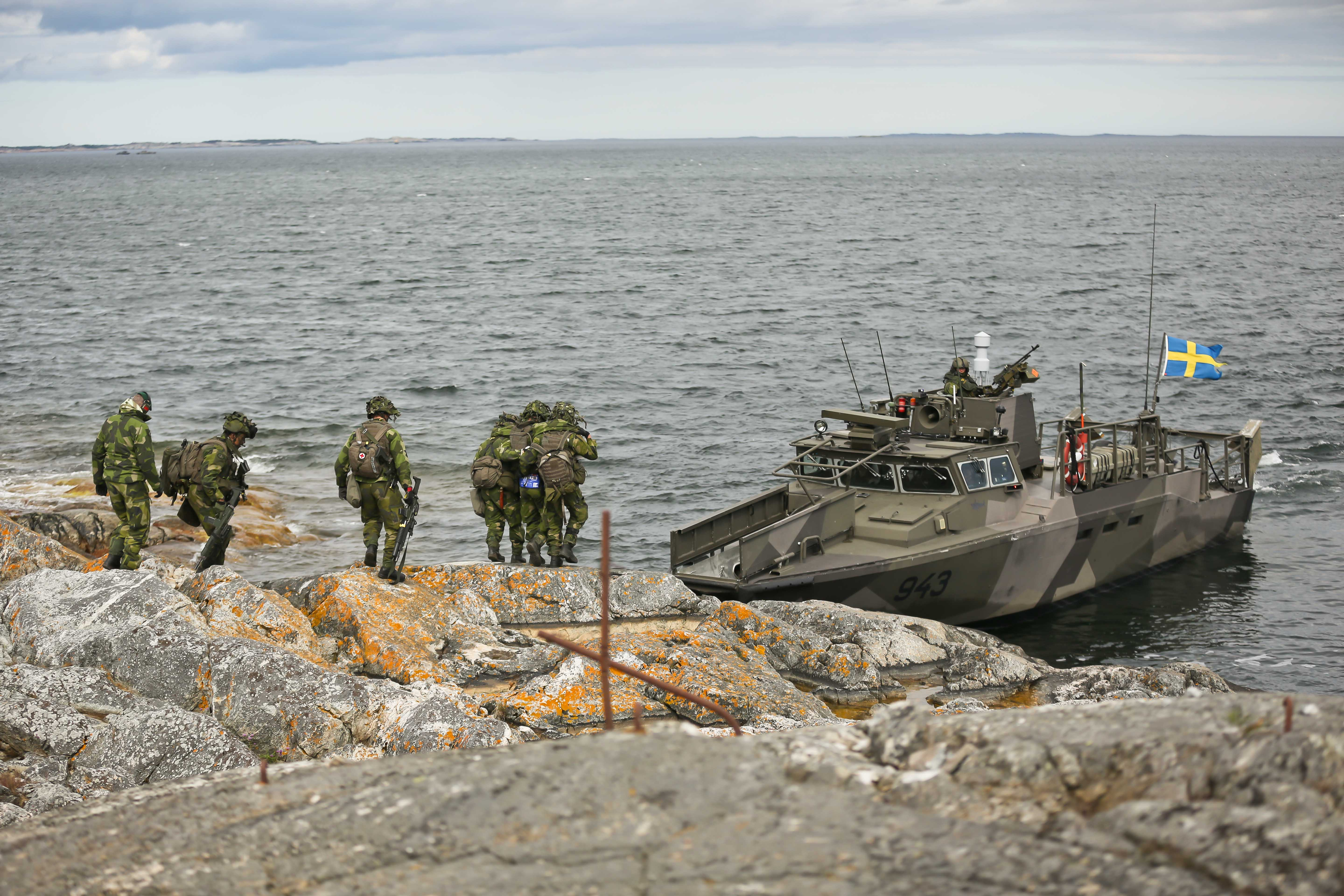
Exercício de salvamento em 2016
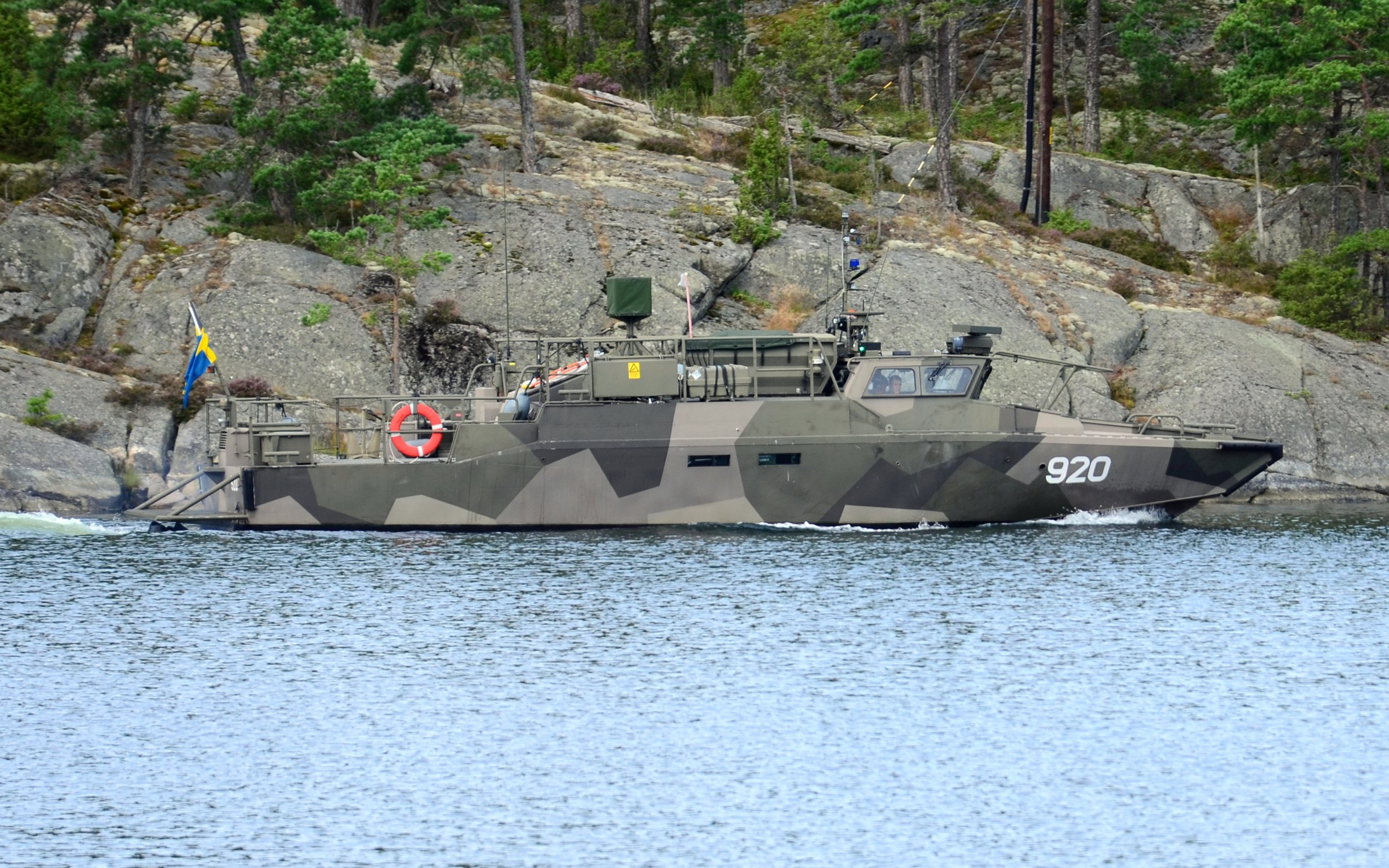
Navio camuflado
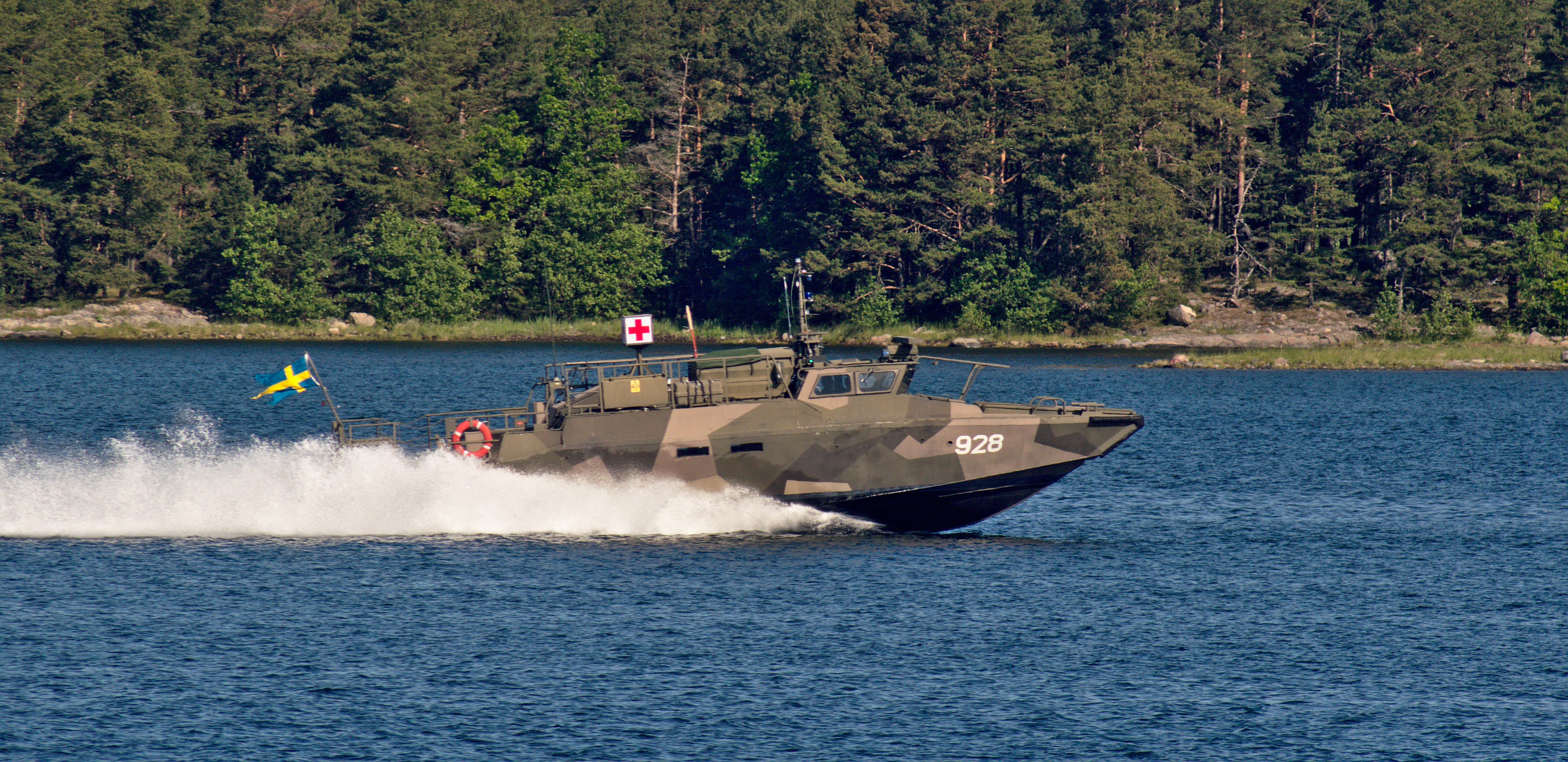
Missão de socorro em Ornö